# Velkoněmecká lidová strana
Velkoněmecká lidová strana (německy: Großdeutsche Volkspartei, GDVP či GdP) byla nacionální a národně liberální strana v Rakousku v období první republiky (1919–1934). Její členové se podíleli na koaličních vládách společně s křesťanskými sociály nepřetržitě mezi lety 1922–1932. Jejím přímým nástupce v rakouské politice je Strana svobodných.

## Historie strany

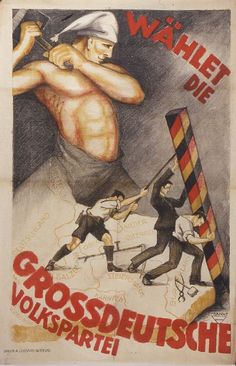
Volební plakát GDVP s motivem bourání hranice mezi Německem a Rakouskem

### Vznik
Před první světovou válkou byli nacionalisté a němečtí liberálové v Rakousku-Uhersku rozděleni do mnoho malý stran a uskupení. K prvnímu výraznějšímu spojení došlo až po rozpadu monarchie. Dne 21. října 1918 se sešli ve Vídni bývalí němečtí poslanci říšské rady a na společném zasedání se prohlásili za Provizorní národní shromáždění (německy Provisorische Nationalversammlung). Odmítli monarchii a učinili nárok na všechna bývalá území Rakouska-Uherska, kde Němci tvořili většinu. Vzniklo tzv. Německé Rakousko. Shromáždění mělo 208 poslanců, z kterých 96 patřilo k nacionalistům. Vůdcem hnutí se stal bývalý linecký starosta Franz Dinghofer, který zasedl v novém shromáždění jako jeden ze tří prezidentů. Nacionalistické uskupení kandidovalo do parlamentu v roce 1919, ale získalo pouze 5,9% hlasů a zůstalo v opozici.
Samotná Velkoněmecká lidová strana vznikla transformací nacionalistického spolku (dohromady se skládal z 17 menších uskupení a stran) v srpnu 1920 v Salcburku. Stranu tvořili všechny nacionálně smýšlející skupiny kromě Landbundu, který se koncentroval na rolníky, a Německé dělnické strany, která se následně stala rakouskou větví německé NSDAP.

### Historie strany
Ve volbách v roce 1920 získala strana 21 mandátů v 183 členném parlamentu a stala se důležitou hybnou silou. V letech 1920–1921 podporovala menšinový kabinet křesťanských sociálů. Po podepsaní Lánské smlouvy mezi Rakouskem a Československem ale svoji podporu stáhla. Následně byla v roce 1922 pozvána do vlády kancléře Seipela a získala křeslo vicekancléře, ministerstvo spravedlnosti a ministerstvo obchodu a průmyslu.
Ve volbách 1923 ale ztratila půlku svých mandátů. Jen díky výraznému úspěchu křesťanských sociálů mohla vládní koalice pokračovat. Nacionalisté se ale museli obejít bez pozice ministra spravedlnosti. V letech 1926 vyplavalo na povrch několik skandálů křesťanských sociálů a v Rakousku hrozilo převzetí moci radikálními sociálními demokraty. Nacionalisté a křesťanští sociálové se ve světle této hrozby sjednotili pod tzv. Jednotnou kandidátku (německy: Einheitsliste), do voleb v roce 1927 šli společně a opět uspěli. Společný kabinet vydržel až do roku 1930, kdy Křesťanko-sociální strana úmyslně položila vládu ze strachu ze sílících koaličních partnerů a následného neúspěchu ve volbách. Do voleb v roce 1930 pak šla GDVP společně s Landbundem pod názvem Národně hospodářský blok (německy: Nationaler Wirtschaftsblock) a udržela své mandáty.
V roce 1932 vystoupila strana z koalice, kterou vedl kancléř Dollfuß a odešla do opozice. Po ztrátě vládní účasti ji opustilo mnoho členů, kteří se přidali k rakouským nacistům nebo do fašistického Heimwehru. Po rozpuštění parlamentu v březnu 1933 se zbývající Velkoněmci spojili s rakouskými nacisty. Vytvořili tzv. Kampfgemeinschaft, který měl být protiváhou vzrůstající moci austrofašistů. Po anšlusu Rakouska v březnu 1938 se mnoho jejích bývalých členů začlenilo do struktur německé NSDAP.
Pod druhé světové válce nebyla strana obnovena, ale její základna založila tzv. Svaz nezávislých, z kterého vznikla v roce 1956 Svobodná strana Rakouska.

## Stranický program
Strana od začátku svého vzniku prosazovala sjednocení Rakouska s Německem a připojení všech bývalých rakouskouherských oblastí s německou většinou, které se ocitly v sousedních zemích (např. italské Tyrolsko či československé Sudety). Velmi ostře vystupovala proti podepsaní Saintgermainské smlouvy, kterou označila za nespravedlivý diktát. GDVP se prezentovala nacionálně, antisemitsky, antiklerikálně a antimarxisticky. Její voliči se rekrutovali z nacionalisticky založených osob žijících ve městech, a to převážně ze studentů, učitelů a státních úředníků.

## Volební výsledky

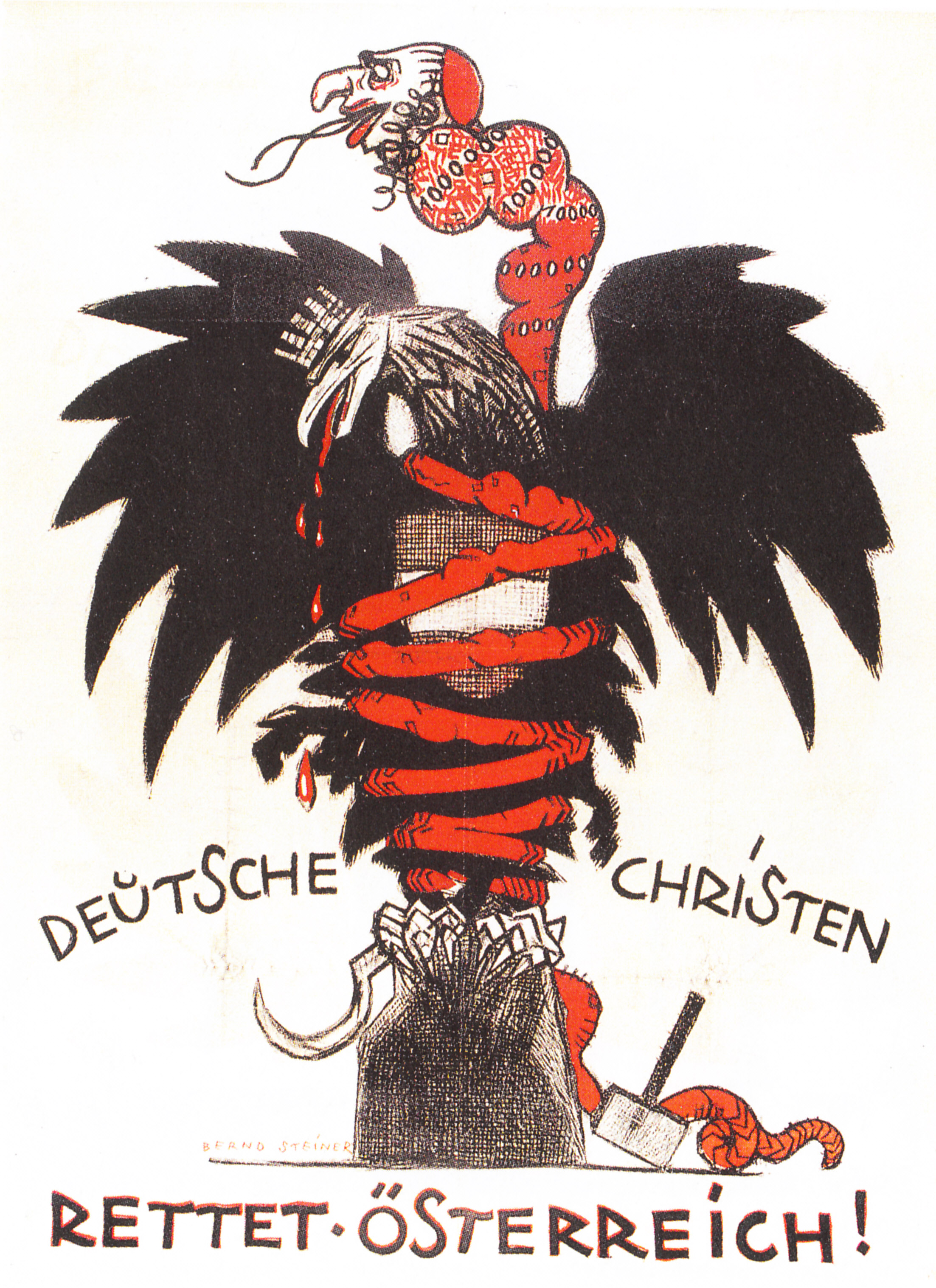
Antisemitský plakát strany k volbám 1920

Volební výsledky strany do rakouské parlamentu
| Rok  | %    | mandátů |
| ---- | ---- | ------- |
| 1920 | 13,1 | 21      |
| 1923 | 7,8  | 11      |
| 1927 | +    | 12      |
| 1930 | 11,6 | 19      |

+ strana byla součástí Jednotné kandidátky společně se křesťanskými sociály (dohromady získali 48,3 % a 85 křesel v 165 členném parlamentu)

## Osobnosti strany
- Franz Dinghofer
- Felix Frank
- Emil Kraft
- Leopold Waber
- Hans Schürff